# Língua osseta
O osseto ou osseta (Ирон ӕвзаг, Iron ævzhag ou Иронау, Ironau) é uma língua iraniana falada por aproximadamente meio milhão de pessoas, principalmente na Ossétia.

## História e classificação
O osseto é a língua falada e literária dos ossetas, um povo que habita a parte central do Cáucaso e constitui a maior parte da população da Ossétia do Norte-Alânia, que pertence à Federação russa, e da Ossétia do Sul, que em 1991 declarou independência da República da Geórgia.
O osseto pertence ao subgrupo norte do grupo iraniano oriental da família das línguas indo-europeias. Assim, possui parentesco com as outras línguas iranianas orientais, como o pastó e o yaghnobi.
Desde a remota Antiguidade (séculos VII-VIII a.C.), as línguas do grupo iraniano se espalharam por um território vasto, que inclui os atuais Irã (Pérsia), Ásia Central, e o sul da Rússia. O osseto é o único sobrevivente do ramo nordeste das línguas iranianas conhecido como cítico. O grupo cítico inclui diversas tribos da região, conhecidas nas fontes antigas como citas, masságetas, sacas, sármatas, alanos e roxolanos. Os corasmos e os sogdianos também eram parentes próximos, em termos linguísticos.
O osseto, juntamente com o curdo, tat e o talish, é uma das línguas iranianas que têm uma comunidade grande de falantes no Cáucaso. Evoluiu a partir do alano, o idioma falado pelos alanos, tribos medievais, descendentes dos antigos sármatas; acredita-se que  seja o único sobrevivente da língua sármata. A língua mais próxima, geneticamente, é o yaghnobi, falado no atual Tajiquistão, único outro membro ainda existente do ramo iraniano oriental do norte. O osseto forma o plural através do sufixo -ta, uma característica que compartilha com o yaghnobi, o sármata e o sogdiano; isto é interpretado como evidência de uma continuidade dialetal das línguas iranianas nas estepes da Ásia Central. Os nomes das antigas tribos iranianas, derivadas do grego, refletem esta pluralização: por exemplo, sármatas (Σαρομάται, transl. Saromátai) e masságetas (Μασαγέται, Massaguétai).

### Evidências do osseto medieval
A amostra mais antiga do osseto escrito é uma inscrição que data de algum ponto entre os séculos X e XII e foi encontrada perto do rio Bolshoi Zelenchuk, em Arkhyz. O texto está escrito no alfabeto grego, com alguns dígrafos especiais:
—ΣΑΧΗΡΗ ΦΟΥΡΤ ΧΟΒΣ
ΗΣΤΟΡΗ ΦΟΥΡΤ ΠΑΚΑΘΑΡ
ΠΑΚΑΘΑΡΗ ΦΟΥΡΤ ΑΝΠΑΛΑΝ

ΑΝΠΑΛΑΝΗ ΦΟΥΡΤ ΛΑΚ
ΑΝΗ ΤΖΗΡΘΕ
Que pode ser transliterado como:
—Saxiri Furt Xovs
Istori Furt Bæqætar
Bæqætari Furt Æmbalan
Æmbalani Furt Lakani čirtī
 Uma tradução aproximada seria "K., filho de S., filho de I., filho de B., filho de A.; [este é] seu monumento."
O outro único registro existente do proto-ossético são as duas linhas de frases "alanas" que aparecem na Teogonia de João Tzetzes, um poeta e gramático bizantino:
—Τοῖς ἀλανοῖς προσφθέγγομαι κατά τήν τούτων γλῶσσαν
Καλή ημέρα σου αὐθεντα μου αρχόντισσα πόθεν εἶσαι

"Ταπαγχὰς μέσφιλι χσινὰ κορθὶ κάντα" καὶ τ’άλλα
ἂν ὃ ἒχη ἀλάνισσα παπὰν φίλον ἀκούσαις ταῦτα
οὐκ αἰσχύνεσσι αὐθέντρια μου νὰ μου γαμὴ τὸ μουνί σου παπᾶς
"τὸ φάρνετζ κίντζι μέσφιλι καίτζ φουὰ σαοῦγγε"
No trecho acima, as porções em itálico estão em osseto. Além de uma transliteração direta do texto grego, os estudiosos tentaram fazer uma reconstrução fonológica utilizando-se das pistas que o texto grego oferece; assim, enquanto o "τ" (tau) normalmente teria o valor do "t" latino, neste caso ele corresponde ao "d", que, se acredita, seria a maneira que os antigos ossetas a pronunciavam. A trasliteração acadêmica das frases alanas é: "dæ ban xwærz, mæ sfili, (æ)xsinjæ kurθi kændæ" e "du farnitz, kintzæ mæ sfili, kajci fæ wa sawgin?"; possíveis traduções no osseto moderno seriam "Dć bon xwarz, me’fšini ‘xšinć, kurdigćj dć?" e "(De’) f(s)arm neč(ij), kinźi œfšini xœcc(œ) (ku) fœwwa sawgin". A passagem, traduzida para o português, seria:
—Os alanos, saúdo-os em sua língua:
"Bom dia a você, senhora de meu amo, de onde são?"
"Bom dia a você, senhora de meu amo, de onde são?" e outras coisas:
Quando uma mulher alana toma um padre como amante, ouvirás isto:
""Não tem vergonha, minha senhora, que um padre esteja a foder sua cona?"
"Não tem vergonha, minha senhora, de ter um caso amoroso com um padre?"
Teoriza-se que, durante a fase do proto-osseto, o idioma passou por um processo de mudanças fonológicas condicionadas por um Rhythmusgesetz, ou "lei-de-ritmo", através da qual os substantivos foram divididos em duas categorias, os que possuíam acentos tônicos forte e os que possuíam acentos tônicos fracos. Os substantivos que tinham acentos fortes possuíam uma vogal longa "pesada", e eram acentuados na primeira sílaba deste tipo a ocorrer na palavra; já os substantivos de acento tônico fraco eram acentuados em sua sílaba final. Esta é precisamente a situação observada nos primeiros registros do osseto, apresentados acima. O mesmo ocorre no osseto moderno, embora nele o acento tônico seja influenciado pela "abertura" da vogal. O fenômeno também é notado em um glossário iássico datado de 1422.

## Dialetos
Existem dois dialetos importantes do osseto: o iron e o digor, sendo o que o primeiro é mais falado. O osseto escrito é imediatamente reconhecido pelo seu uso do æ, uma letra que não é utilizada por nenhum outro idioma que adota o alfabeto cirílico. Um terceiro dialeto do osseto, o iássico, já foi falando na Hungria pelo povo iássico. A imensa maioria dos ossetas fala o dialeto iron, e o idioma literário é baseado nele. O criador do idioma literário osseta é o poeta nacional Kosta Xetagurov (1859-1906).

## Gramática
De acordo com o pesquisador osseta Vasily Abaev,
| “ | No decorrer dos séculos, a influência e o intercâmbio com as línguas caucasianas, o osseto se tornou similar a elas em alguns aspectos, especialmente em sua fonética e léxico. No entanto, o idioma manteve a sua estrutura gramatical e seu vocabulário básico; seu parentesco com as famílias linguísticas iranianas, apesar de consideráveis diferenças com elas, não pode ser posto em dúvida. | ” |

O osseto preserva diversos aspectos arcaicos do antigo iraniano, tais como oito casos e prefixos verbais.  Os oito casos não são, no entanto, os casos indo-iranianas originais, que acabaram erodindo devido às mudanças na fonologia. Os casos modernos do osseto, com a exceção do nominativo, derivam todos de um único caso oblíquo que sobreviveu do do antigo iraniano e acabou se fragmentando em sete novos casos pelos falantes de osseto. Isto seria uma reminiscência do tocariano.

## Sistema de escrita

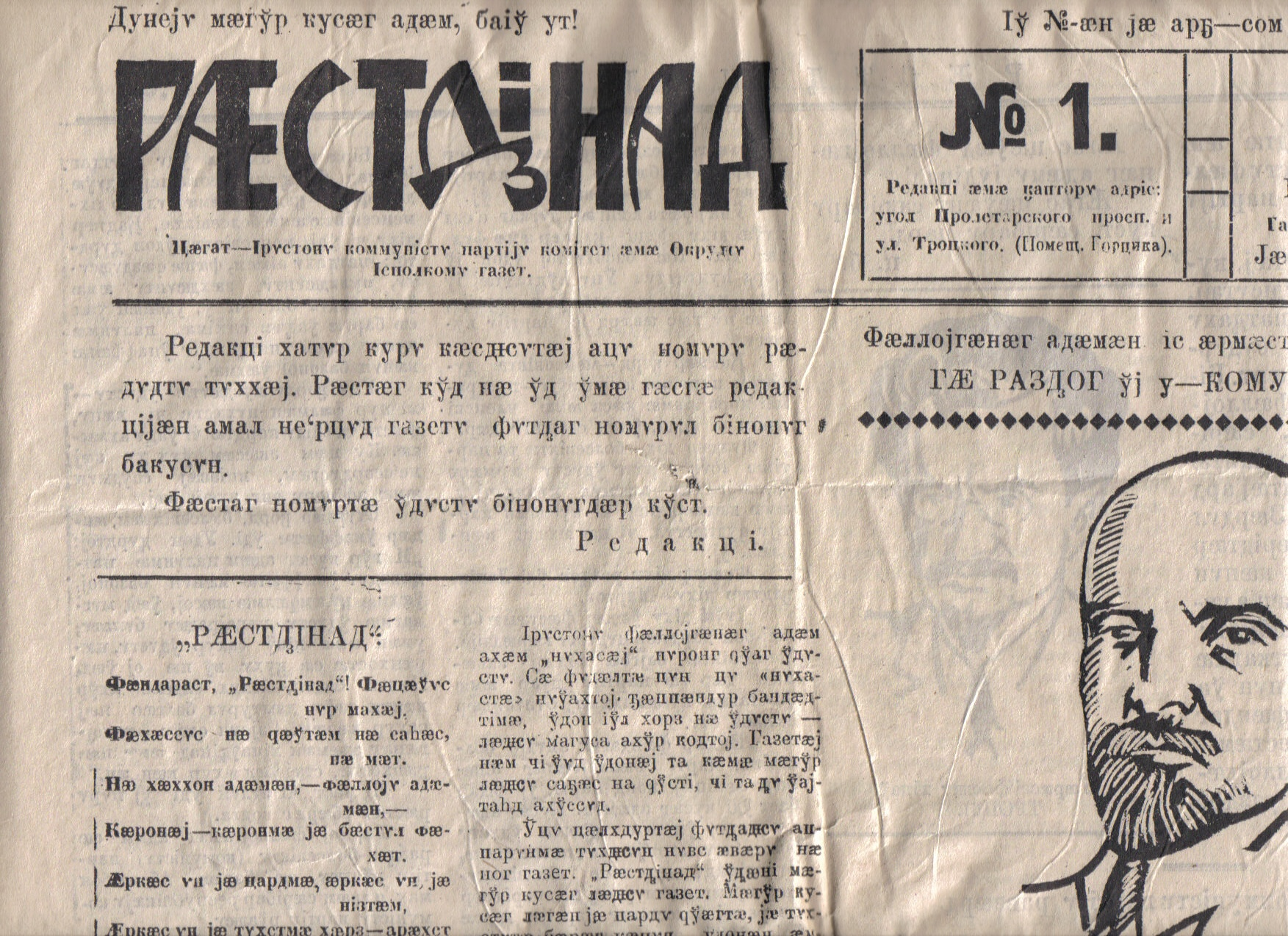
Primeira página da primeira edição do jornal Ræstdzinad, em osseto (1923).

Depois da conquista russa, o osseto, que até então não possuía uma forma escrita, passou a ser grafado no alfabeto cirílico; o primeiro livro em osseto em cirílico foi publicado em 1798. Ao mesmo tempo, o alfabeto georgiano era utilizado nalgumas regiões ao sul do Cáucaso: em 1820 uma apostila foi publicada onde o alfabeto georgiano era modificado por três letras especiais; esta escrita esteve em uso no território da Ossétia do Sul de 1937 a 1954.
O alfabeto moderno utilizado pelo osseto, baseado no cirílico, foi criado por um cientista russo de origem finlandesa, Andreas Sjögren, em 1844; ele apresentava letras individuais para cada som (como o alfabeto abecásio moderno). Depois duma breve experimentação com o alfabeto latino após a queda do Império Russo, as autoridades soviéticas retornaram ao cirílico, incluindo dígrafos para substituir a maioria dos diacríticos.
Esta é a versão do alfabeto cirílico utilizada desde 1937:
| А | Ӕ | Б | В | Г | Гъ | Д | Дж | Дз | Е | Ё | Ж | З | И | Й | К | Къ | Л | М | Н | О | П | Пъ | Р | С | Т | Тъ | У | Ф | Х | Хъ | Ц | Цъ | Ч | Чъ | Ш | Щ | Ъ | Ы | Ь | Э | Ю | Я |
| a | ӕ | б | в | г | гъ | д | дж | дз | е | ё | ж | з | и | й | к | къ | л | м | н | о | п | пъ | р | с | т | тъ | у | ф | х | хъ | ц | цъ | ч | чъ | ш | щ | ъ | ы | ь | э | ю | я |

Este é o alfabeto latino que foi utilizado entre 1923 e 1937:
| A | Æ | B | C | Č | D | E | F | G | H | I | J | K | L | M | N | O | P | Q | R | S | Š | T | U | V | X | Y | Z | Ž |
| a | æ | b | c | č | d | e | f | g | h | i | j | k | l | m | n | o | p | q | r | s | š | t | u | v | x | y | z | ž |

Os dígrafos que representavam um só fonema também eram utilizados no alfabeto latino (ch, čh, th, dž e outros). O som æ (AFI: /æ/) é extremamente comum no idioma, um aspecto que ele compartilha com o persa.

## Árabe Osseta
Um alfabeto árabe para a língua Osseta foi elaborado por Ethan Hunt. Ele foi inspirado pelo alfabeto persa, e pensou que o Osseta, uma língua iranina iraniana, deveria ter também uma escrita árabe. No entanto, Ethan não foi o primeiro a adaptar a escrita à língua osseta Houve outra versão datada do século XIX, a qual usava caracteres e letras persas, tadjiques, árabes e quirguizes.
Este aqui citado faz uma equivalência de 34 letras do alfabeto cirílico com caracteres árabes.

### Amostra
Osseta árabe (يرون أوراگ)
ادأئمأگتأ سە 'پپأت دأر رائگۇىرىنࢯ سأريبارأئ أمأ أمخۇىرونأئ سأ بارتى. ۇىدون أخخأست ستى زوند أمأ نامىسأئ, أمأ كأرأذيئأن خٔۇامأ ۇوئ أفسىمأرتى خۇىزأن
Osseta cirílico
Адӕймӕгтӕ се 'ппӕт дӕр райгуырынц сӕрибарӕй ӕмӕ ӕмхуызонӕй сӕ барты. Уыдон ӕххӕст сты зонд ӕмӕ намысӕй, ӕмӕ кӕрӕдзийӕн хъуамӕ уой ӕфсымӕрты хуызӕн.
Português
Todos os seres humanos nascem livres e iguais em dignidade e direitos. Eles são dotados de razão e consciência e devem agir uns com os outros em um espírito de fraternidade.
(Artigo 1 da Declaração Universal dos Direitos Humanos)

## Uso do idioma
O primeiro livro impresso em osseto foi publicado em 1798. O primeiro jornal, Iron Gazet, foi publicado em 1906, na cidade de Vladikavkaz.
Embora o osseto seja a língua oficial tanto na Ossétia do Norte quanto na do Sul (juntamente com o russo), seu uso oficial limita-se à publicação das novas leis nos jornais publicados no idioma.
Existem, hoje em dia, dois jornais diários em osseto: Ræstdzinad (Рæстдзинад, "Verdade"), na Ossétia do Norte, e Xurzærin (Хурзæрин, "O Arco-Íris"), na Ossétia do Sul. Alguns jornais menores, como jornais distritais, utilizam o osseto para artigos isolados. Existe uma revista mensal, Max dug (Мах дуг, "Nossa era"), dedicada principalmente à ficção e à poesia em osseto.
O osseto é ensinado nas escolas secundárias para todos os alunos. Os falantes nativos do idioma também podem fazer cursos de literatura osseta.